# Isoroku Yamamoto
Isoroku Yamamoto (山本 五十六 Yamamoto Isoroku?,  Nagaoka, 4 de abril de 1884-Bougainville, 18 de abril de 1943) fue un marino y político japonés, que fungió con el rango de almirante como el comandante en jefe de la Flota Combinada de la Armada Imperial Japonesa durante la Segunda Guerra Mundial. En el apartado político ocupó el puesto de viceministro de Marina entre 1936 y 1939.
Considerado uno de los grandes estrategas de la historia de la Armada Imperial, llevó a cabo una reforma radical de la misma en cuanto al poder aéreo y su proyección a la mar. Bajo su comandancia los primeros años en la guerra del Pacífico — a la cual se había opuesto desde el principio —, fue el encargado de idear y planificar el exitoso ataque a Pearl Harbor, además de lograr los éxitos más notables. Todo ello le costaría la vida, ya que mientras realizaba un vuelo de itinerario, pilotos estadounidenses, en una misión de alto secreto, lo emboscaron, derribando su nave. Con su muerte se asestó un duro golpe a la moral militar japonesa para el resto de la guerra.

## Biografía
Nació con el nombre de Isoroku Takano (高野 五十六 Takano Isoroku?) en Nagaoka (prefectura de Niigata), el 4 de abril de 1884. Sus padres fueron Sadayoshi Takano (高野 貞吉 Takano Sadayoshi?), un samurái menor de Nagaoka-han, y Mineko Takano (高野 峰子 Takano Mineko?). La pareja tuvo dos hijos más: una hija, Kazuko, y un hijo, Kihachi (ambos mayores que Isoroku). Isoroku es un término japonés antiguo que significa «56» (véase numeración japonesa); el padre de Isoroku tenía 56 años cuando este nació. Por su parte Yamamoto significa «base de la montaña».
Durante su infancia su padre le contaba sus historias como samurái, entre ellas los Barcos Negros del comodoro Matthew C. Perry o la batalla de Aizu en la Guerra Boshin. En su tiempo libre Isoroku solía jugar en las orillas del río Shinano, donde le gustaba nadar y pescar. Durante su etapa como estudiante se entusiasmó por los estudios, además de apuntarse a practicar gimnasia con pasión; corría desde casa a la escuela y viceversa.
En 1916, cuando Isoroku tenía 32 años, la familia Yamamoto lo adoptó y tuvo que cambiar su nombre —su padre murió en 1913—. Dos años después se casaría con Reiko Mihashi con la que tendría cuatro hijos; dos hijos y dos hijas.

## Carrera militar

### Inicios
Con motivo del nuevo siglo XX, las academias militares del país perdonaron a los hijos de los antiguos rebeldes samuráis y les abrieron sus puertas. A la edad de 16 años se enroló en la Academia Naval Imperial en la 32.ª clase en 1901 y se graduó en 1904 con una de las mejores puntuaciones de su promoción compuesta por 192 cadetes —Yamamoto (Takano por aquel entonces) ya poseía potencial de liderazgo y un fuerte temperamento—. Algunos compañeros de su clase fueron Kōichi Shiozawa, Zengo Yoshida y Shigetarō Shimada.
En 1905, durante la Guerra ruso-japonesa, fue asignado al crucero Nisshin. En dicho crucero en la victoriosa batalla de Tsushima, cuando se encontraba de vigía en el mástil principal, resultó gravemente herido por un fragmento de metralla que le hizo perder dos dedos de la mano izquierda (corazón e índice), además de desgarrarle un agujero del tamaño de un puño en su pierna derecha. Pasó 160 días en el hospital naval de Nagasaki y cuando se le declaró una infección en el brazo izquierdo, prefirió arriesgarse y se negó a que se lo amputaran: «Me alisté en la marina con la gran ambición de convertirme en un soldado naval e ir a la guerra. O muero a causa de esta herida infectada —porque me niego a que me amputen el brazo— o me recupero y sigo siendo un soldado. Tengo una probabilidad de salvarme del 50 % ¡y voy a apostar por ella!» Ganó la apuesta y salvó el brazo. Mientras estuvo en el hospital recibió una carta del propio almirante Tōgō Heihachirō, la cual guardó el resto de su vida.
Recuperado totalmente de sus heridas pasó desde febrero de 1906 hasta abril de 1907 sirviendo a bordo de diferentes buques: el crucero Suma, el acorazado Kashima, el crucero Mishima y el destructor Kagerō. Posteriormente aprendió cursos básicos en las escuelas de artillería naval y torpedos durante los meses restantes de 1907, momento en que fue asignado al destructor Harusame, para posteriormente servir en el crucero Aso hasta octubre de 1909. Acabado su servicio comenzó en el del Sōya el cual finalizó un año después, en julio de 1910. A finales del presente año comienza un curso básico en la Escuela de Guerra Naval y, a mediados de 1911, comienza el curso avanzado de artillería naval; a finales de año se convertiría en instructor de la Escuela de Artillería Naval, cargo que cursó hasta diciembre de 1912. Posteriormente es asignado a la Flota de Reserva de Sasebo.
Volvió a la mar con el crucero Niitaka a finales de 1913 y en diciembre de 1914, con el rango de teniente, se gradúa en la Escuela de Guerra Naval, siendo ascendido el año siguiente a teniente-comandante. En diciembre de 1916 es brevemente asignado al Estado Mayor de la 2.ª Flota, y pasa los siguientes seis meses en estado de espera, momento en que es asignado a la Oficina de Navegación; una semana después también es asignado miembro de la Oficina de Educación Naval.

### Período de entreguerras

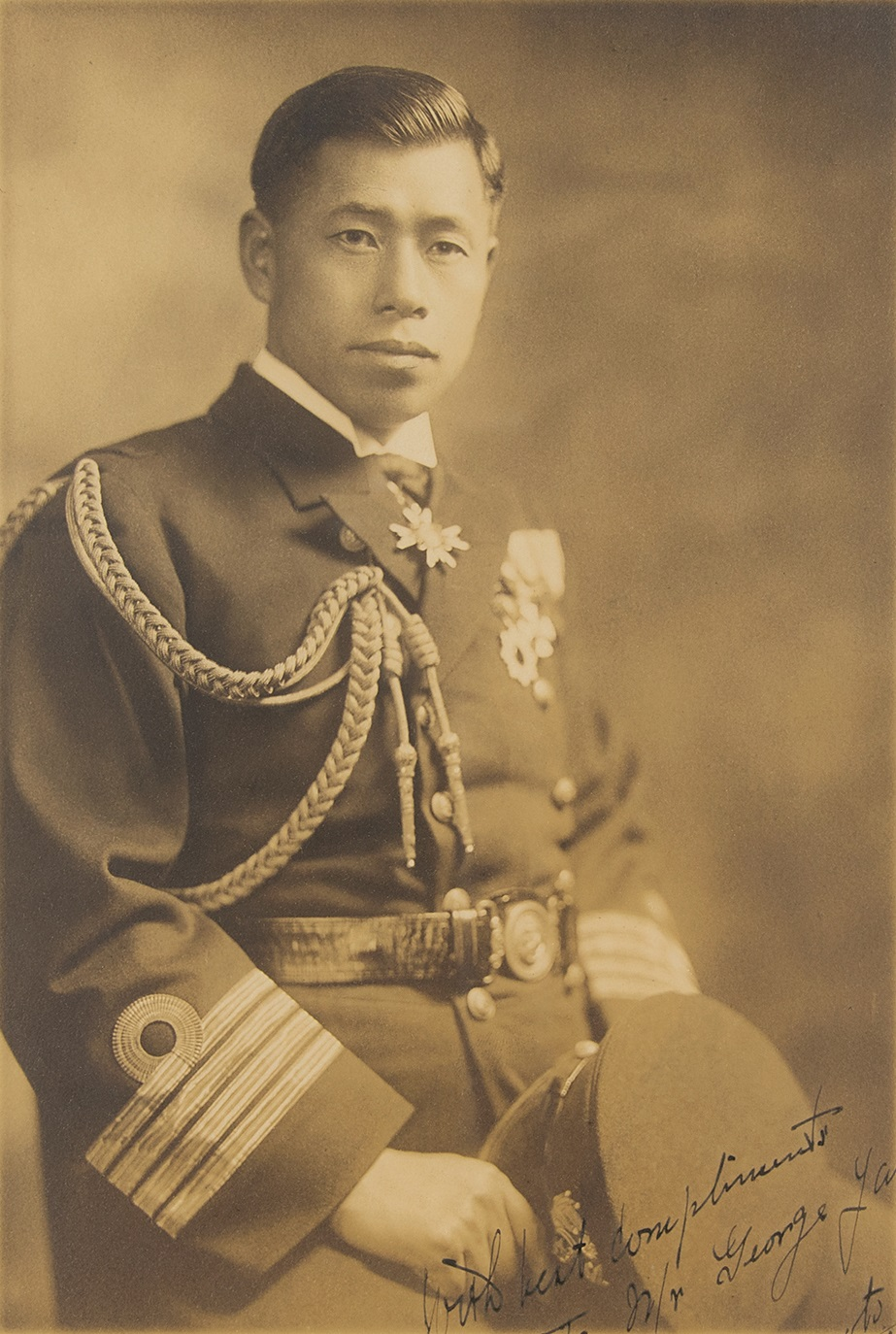
Capitán Isoroku Yamamoto, 30 de enero de 1928

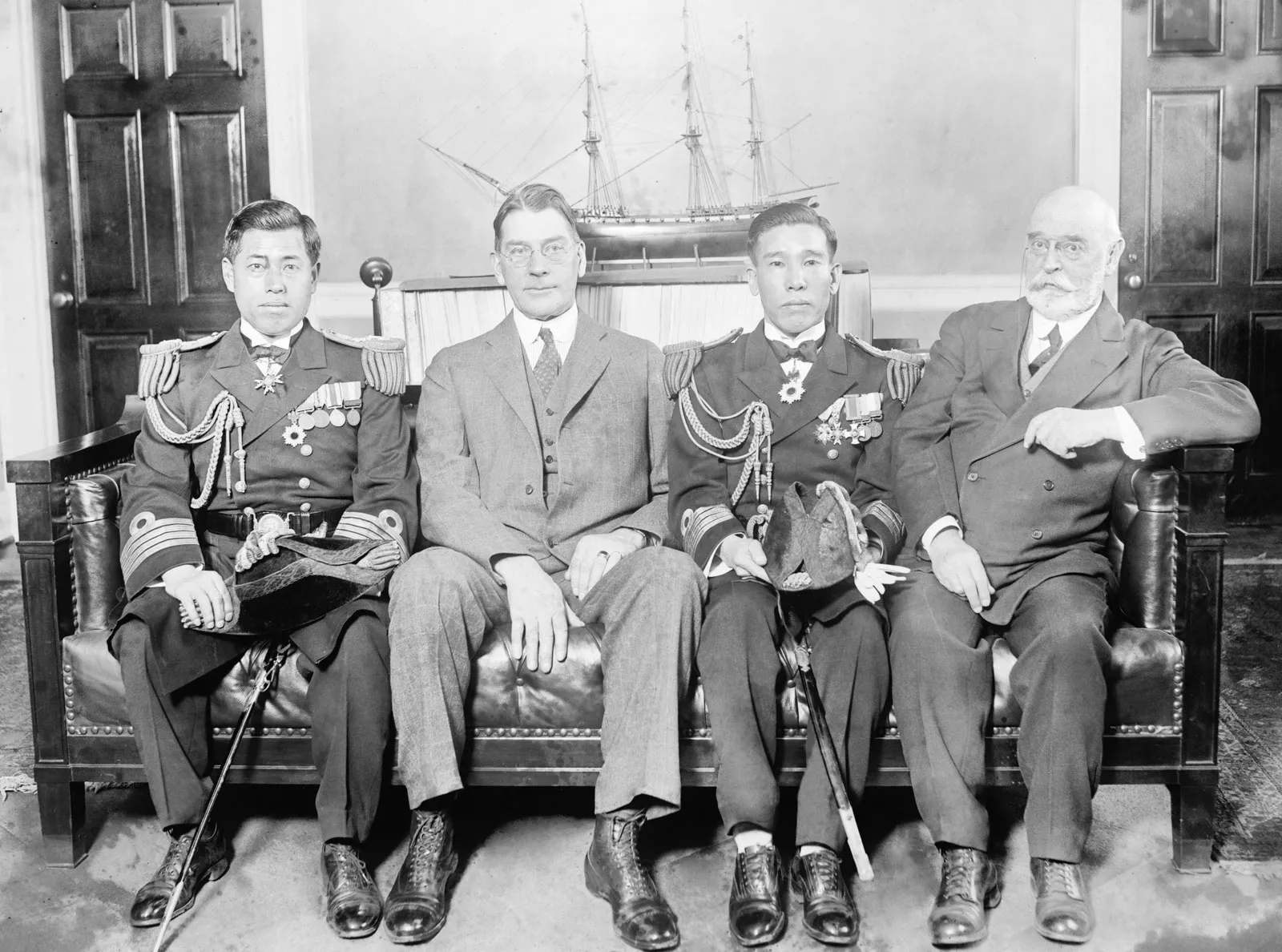
Yamamoto junto al Secretario de la Armada de los Estados Unidos Curtis D. Wilbur.

Debido a su brillante expediente fue enviado a los Estados Unidos en abril de 1919, donde estudió en la Universidad de Harvard hasta agosto de 1921; por entonces aprendió a hablar un fluido inglés, además de ser ascendido a comandante. Allí dio clases de economía en las cuales pasaba poco tiempo. La mayor parte del tiempo lo pasó viajando por los campos petrolíferos de Texas y Nuevo México —en aquella época el 90 % del petróleo mundial provenía de estas tierras—, además de visitar las fábricas automovilísticas de Detroit y la industria pesada de Chicago.
Regresó a Japón en el verano de 1921 y fue rápidamente asignado oficial ejecutivo del nuevo crucero Kitakami hasta finales de año, cuando es nombrado instructor de la Escuela de Guerra Naval. En junio de 1923 es asignado al Estado Mayor General de la Armada y en diciembre es ascendido a capitán; entre julio de 1923 y marzo de 1924 acompaña al vicealmirante Kenji Ide como asistente y traductor en un viaje por todo el mundo —en su viaje por Europa visitaron Mónaco donde Yamamoto ganó una gran suma de dinero en la ruleta—. Posteriormente es asignado instructor y luego oficial ejecutivo de la Estación del Cuerpo de Aviación de Kasumigaura. En ella pasó hasta diciembre de 1925, cuando fue nombrado agregado naval de la embajada japonesa en Washington, reemplazando a su buen amigo Kiyoshi Hasegawa. Allí tomó conciencia de la necesidad de llevar a cabo una modernización radical de la Armada, especialmente en lo referente al poder aéreo.

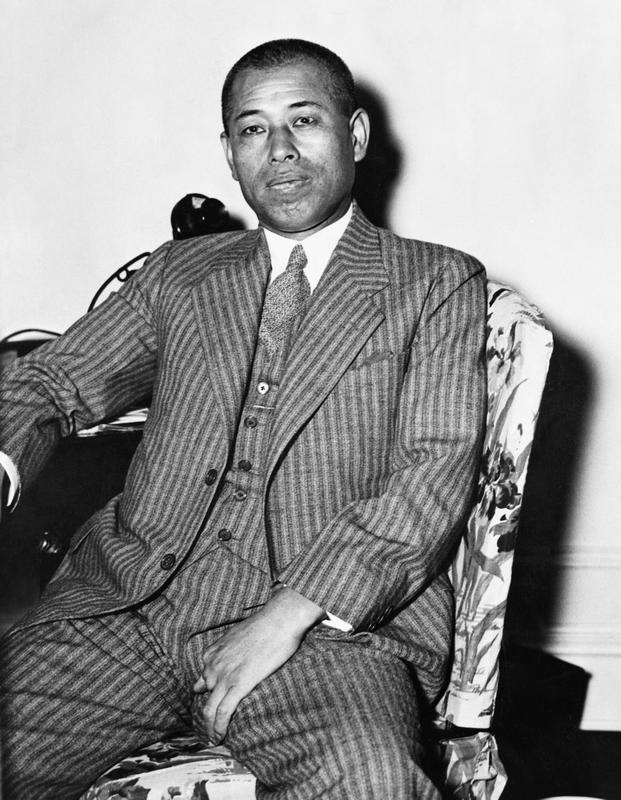
Yamamoto en el Waldorf Astoria de Nueva York.

Nuevamente en el archipiélago nipón, en marzo de 1928, es nombrado miembro del Estado Mayor General de la Armada hasta agosto, cuando se le da su primer mando: el crucero ligero Isuzu; posteriormente recibiría el del portaaviones Akagi. En noviembre de 1929 es nombrado asistente por la delegación japonesa en la Conferencia Naval de Londres, celebrada entre el 21 de enero y el 22 de abril de 1930; en la misma fue ascendido a contraalmirante. En ella se acordó que la proporción de tonelaje entre Estados Unidos, Gran Bretaña y Japón pasara del 5:5:3 —aprobado en la Conferencia Naval de Washington— a 10:10:7, lo que supuso una pequeña mejora para Japón. Esto fue visto como un insulto por el creciente militarismo japonés de la época, en especial por la parte del radical Ejército Imperial y la Facción de la Flota de la Armada, inclusive una parte de la Facción del Tratado llamada Facción del Tratado Anti-Londres. La cabeza visible de la delegación, el moderado almirante Takarabe Takeshi, favoreció para continuar con el tratado y mantener la alianza anglo-japonesa. Yamamoto, nuevamente en Japón, fue asignado al Estado Mayor General de la Armada en septiembre; en diciembre es nombrado director de la Oficina Técnica del Comando Aéreo-Naval. En ella se ocupó del desarrollo del Servicio Aéreo de la Armada Imperial hasta finales de 1933, del cual sería un ferviente defensor. Posteriormente se le concede el mando de la 1.ª División de Portaaviones hasta mediados de 1934, momento en el cual regresa al Estado Mayor General de la Armada.
En septiembre de ese mismo año es seleccionado como representante japonés del Segundo Tratado Naval de Londres; en noviembre fue ascendido a vicealmirante. A bordo del transatlántico Hei-Maru llegó a Seattle, donde cogió un tren hasta Chicago y de ahí hasta Nueva York, donde embarcó en otro transatlántico hasta Londres —durante el viaje la Facción de la Flota había ganado suficientes adeptos a su causa y el Ejército Imperial había incrementado su influencia política—. A su llegada a la capital inglesa Yamamoto recibió instrucciones claramente indicadas: bajo ninguna circunstancia Japón estaría de acuerdo con otra cosa que no fuera la paridad completa. El Imperio japonés no aceptaría un estatus de segunda clase para su armada. Yamamoto hizo todo lo posible por persuadir a los Estados Unidos y Gran Bretaña en otorgar el mismo estatus a Japón, pero no lo logró. En respuesta a una pregunta de un periodista sobre la postura radical japonesa, sonrió y dijo: «Aunque soy pequeño —medía 1,60—, nadie me puede limitar al 60 % de lo que otros reciben para la cena». Abandonó Londres en febrero de 1935 sin llegar a un acuerdo y retornó a Japón. Durante el viaje de vuelta viajó en tren por el norte de Europa y Rusia, y recibió una invitación de Adolf Hitler para reunirse con él en Berlín, la cual rechazó.

### Viceministro de Marina
De vuelta en casa visitó su ciudad natal de Nagaoka donde le recibió su hermano Kihachi, el cual era dentista. Con motivo de su reciente ascenso Kihachi le regaló una katana forjada por el maestro Sadayoshi Amada. Yamamoto aceptó el regalo con gratitud y la llevó consigo el resto de su vida. Posteriormente se convirtió en director del Comando Aéreo-Naval hasta finales de 1936, cuando fue nombrado viceministro de Marina. Ocupó el cargo en los gabinetes de los almirantes Osami Nagano (1936-1937) y Mitsumasa Yonai (1937-1939). De este último se convertiría en uno de sus más estrechos colaboradores y amigos. 

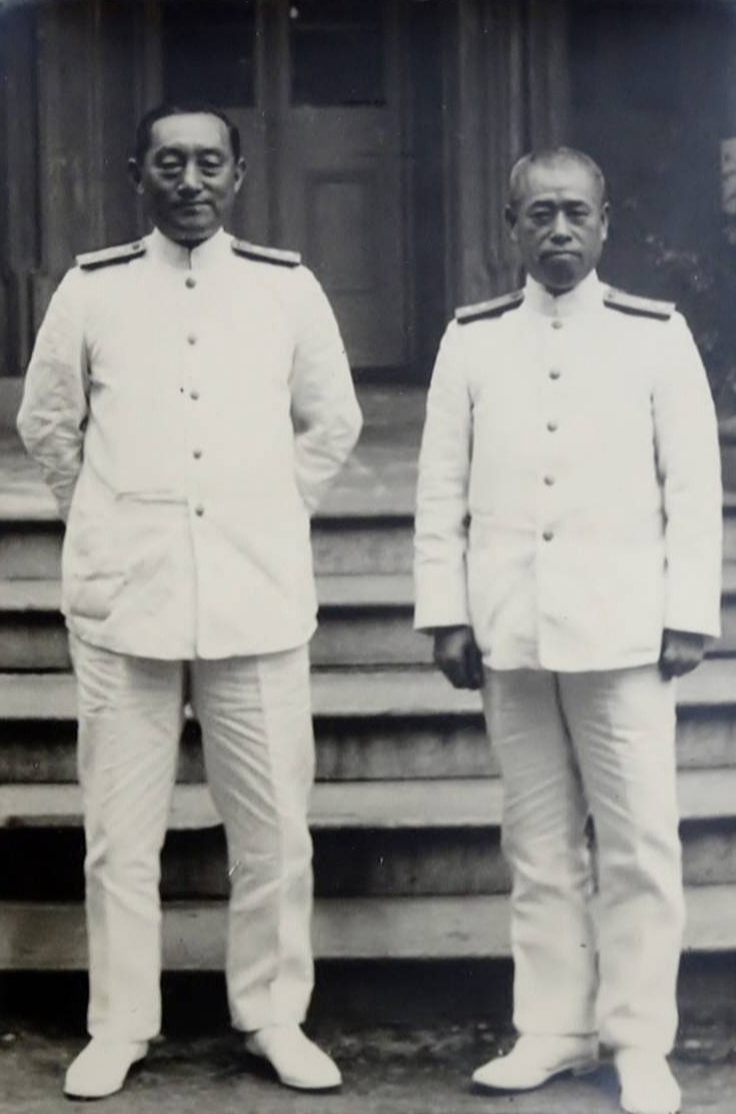
Yamamoto (derecha), viceministro de Marina, con el ministro de Marina Mitsumasa Yonai.

En 1937 se autorizaría la construcción de los acorazados clase Yamato —los más pesados y fuertemente armados jamás construidos— con motivo de la doctrina Kantai Kessen, a los cuales Yamamoto se oponía ya que «ningún barco era insumergible». Sobre el tema dijo: «La serpiente más feroz puede ser vencida por un enjambre de hormigas». En palabras de Yamamoto, los aviones operando desde portaaviones serían el enjambre mortal de hormigas en la nueva guerra. A finales de año sucedió el incidente del USS Panay; Yamamoto lamentó los hechos y se disculpó con el embajador estadounidense Joseph Grew.
Con la cada vez más creciente expansión militar japonesa por parte del Ejército Imperial, al igual que Yonai y el contraalmirante Shigeyoshi Inoue, director de la Oficina de Asuntos Militares del Ministerio de Marina —quien había leído el Mein Kampf en alemán y conocía los comentarios despectivos sobre Japón y los japoneses que aparecían, los cuales habían sido suprimidos en la traducción al japonés—, en el duro debate que mantuvieron los líderes militares sobre si Japón debía unirse a la Alemania nazi y a la Italia fascista, se opuso frontalmente a la alianza. Los tres marinos estaban convencidos de que conduciría a la guerra con Estados Unidos y con Gran Bretaña, una guerra que la Armada japonesa no estaba preparada para ganar. Temiendo que pudiera ser víctima de un atentado por parte de los ultranacionalistas —anteriormente ya se había opuesto a la invasión de Manchuria (1931) y a la actual guerra con China—, el ministro Yonai alejó a Yamamoto de Tokio nombrándolo el 30 de agosto de 1939 comandante en jefe de la Flota Combinada, a pesar de que este insistió en seguir en el Ministerio.

### Segunda Guerra Mundial

#### Ataque a Pearl Harbor
Yamamoto no creía que Japón pudiera ganar una guerra con Estados Unidos, pero si existía una mínima posibilidad su obligación era aprovecharla, y desde la firma del Pacto Tripartito en septiembre de 1940, al que se había opuesto porque estaba convencido de que conduciría a la guerra con las potencias occidentales, había comenzado a diseñar la estrategia de la Guerra en el Pacífico. Pronto llegó a la conclusión de que la única opción de victoria para Japón era asestar un golpe decisivo al inicio de la guerra que quizá obligara a Estados Unidos a negociar, y que ese golpe podría ser el ataque a la flota estadounidense del Pacífico en su propia base de Pearl Harbor, en las islas Hawái. Una idea descabellada, y así se lo pareció al embajador estadounidense en Tokio Joseph Grew, cuando a finales de enero de 1941 le llegaron «rumores de guerra» de que «las fuerzas militares japonesas estaban planeando un ataque sorpresa masivo en Pearl Harbor».

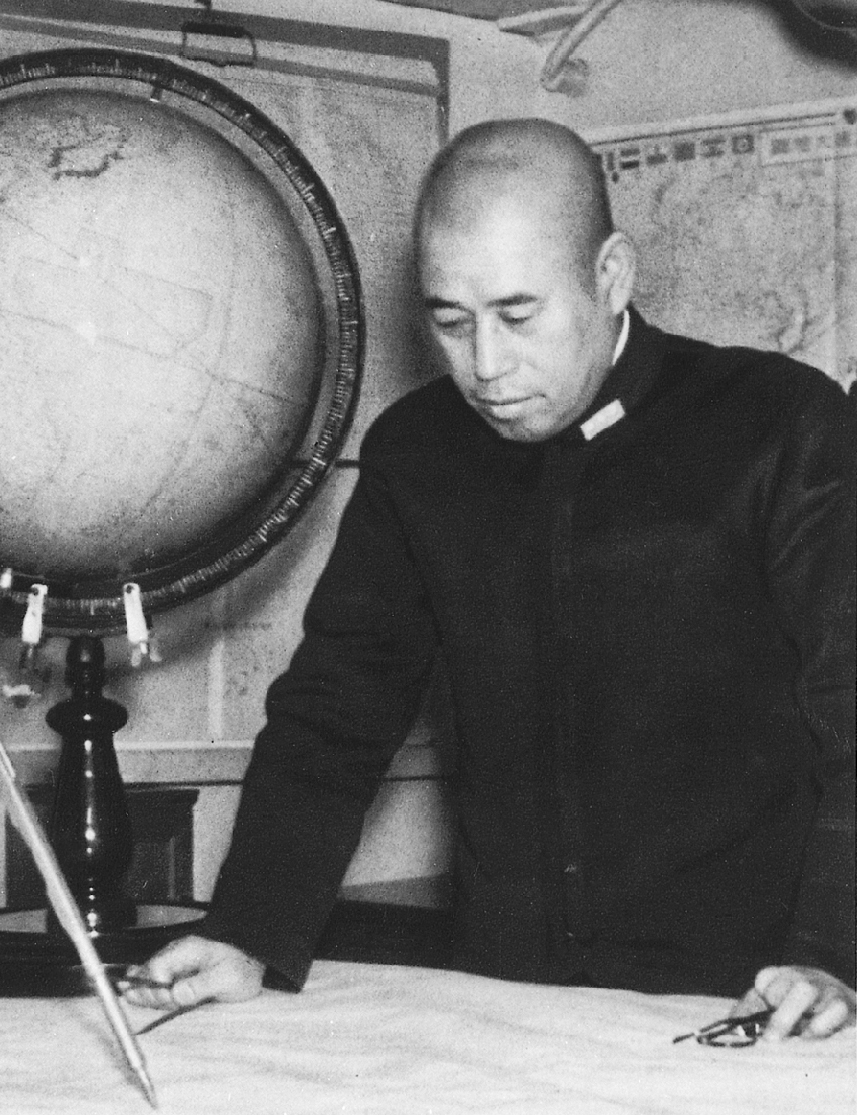
Yamamoto a bordo del acorazado Nagato.

En febrero le envió una carta al capitán Minoru Genda, miembro de la 1.ª División de Portaaviones y el mejor piloto de la Armada Imperial, en la que le pedía que «investigara pormenorizadamente la viabilidad de un plan de ataque» con aviones a Pearl Harbor, reconociéndole que «no sería fácil llevar a cabo algo así». En la carta le decía que se trataba de «asestar un golpe a la flota estadounidense en Hawái, de forma que, durante un tiempo, Estados Unidos no pudiera avanzar hacia el Pacífico occidental». Dos meses después Yamamoto recibió la contestación redactada por el contraalmirante Takijirō Ōnishi, jefe de Estado Mayor de la 11.ª Flota Aérea, que le decepcionó porque Ōnishi y Genda sólo hablaban de bombardeos en picado y en altura y habían descartado el uso de torpedos lanzados desde los aviones debido a la escasa profundidad de las aguas de Pearl Harbor —los torpedos japoneses necesitaban unos treinta metros para no incrustarse en el fondo y dirigirse hacia su objetivo, mientras que la profundidad media en Pearl Harbor era de doce metros—. Pero Yamomoto insistió en que era posible el ataque con torpedos y respondió que habría que mejorarlos y entrenar a los pilotos en su uso. Ambos se pusieron a trabajar en la solución de los problemas que planteaba el uso de torpedos. Con la ayuda de los técnicos consiguieron reducir drásticamente la profundidad a la que tenían que hundirse para poder dirigirse al blanco, y adiestraron a los pilotos para volar muy bajo y disminuir así la posibilidad de que los torpedos se empotrasen en el fondo marino cuando eran lanzados desde los aviones. Al mismo tiempo se creó la 1.ª Flota Aérea al mando del vicealmirante Chūichi Nagumo, la cual sería la encargada del ataque.
Los ejercicios de simulación bélica comenzaron en septiembre en la bahía de Kinko, en Kagoshima, elegida por su parecido con Pearl Harbor. Ninguno de los pilotos que participaron, excepto Genda y Ōnishi, sabían cuál era el objetivo. A finales de mes el plan de ataque a Pearl Harbor ya estaba listo. Además de Genda y Ōnishi, los principales colaboradores de Yamamoto en su elaboración final habían sido Kameto Kuroshima, un extravagante oficial de planificación al que Yamamoto estimaba mucho porque le ofrecía soluciones que nunca se le habían ocurrido a él y que se atrevía a contradecirle, y el contraalmirante Ryūnosuke Kusaka, jefe de Estado Mayor de la 1.ª Flota Aérea. El día 29 envió un informe al jefe del Estado Mayor General de la Armada, el almirante Osami Nagano, en el que afirmaba que la única posibilidad de victoria sería «conseguir éxitos importantes en las primeras batallas», pero en el que a continuación mostraba sus dudas de que aun así se pudiera alcanzar la victoria en una guerra con Estados Unidos: 

Creo que hemos despertado a un gigante dormido que terminará en una terrible resolución.

Es evidente que una guerra entre Estados Unidos y Japón sería necesariamente larga. Estados Unidos no cejará mientras Japón esté ganando. La guerra durará varios años. Entretanto, los recursos de Japón se agotarán, los barcos de guerra y el armamento quedarán dañados, será imposible reponer el material… Japón se empobrecerá. [...] No se debe librar una guerra con unas probabilidades tan pequeñas de victoria.

Inicialmente el plan de ataque a Pearl Harbor presentado por Yamamoto fue rechazado por el Estado Mayor de la Armada por ser demasiado arriesgado y por emplear demasiados recursos navales que serían necesarios en otros escenarios bélicos ya que se requerían seis de los diez portaaviones con que entonces contaba la Armada Imperial. Ante esta negativa Yamamoto no se conformó y envió a Tokio a Kuroshima para que defendiera el plan y como último recurso amenazara con su dimisión y la de todo su Estado Mayor si no se aceptaba. El 20 de octubre el Estado Mayor de la Armada cedió —no podían perder al marino de más prestigio de la Armada— y lo aprobó, a pesar de las dudas que seguía suscitando el plan. Con la aprobación del Emperador Hirohito al orden de batalla organizado por los Estados Mayores del Ejército y de la Armada el 2 de noviembre, se había decidido fijar el día 30 como la fecha límite para las negociaciones con Estados Unidos, después de la cual se desencadenarían las ofensivas previstas en el Pacífico y el Sudeste Asiático, simultáneamente al ataque a Pearl Harbor. Sin embargo, Yamamoto seguía dudando de las posibilidades de una victoria del Japón:

Durante los primeros seis o doce meses de guerra contra los Estados Unidos y Gran Bretaña, causaré estragos en todos sus flancos y conquistaré una victoria tras otra. Para entonces, si la guerra continúa después de ese tiempo, no tengo ninguna expectativa de éxito.

La 1.ª Flota Aérea partió en secreto de la bahía de Hitokappu, en la isla Iturup, el 26 de noviembre. Hasta ese momento ningún miembro de la tripulación sabían cuál era el objetivo de la misión. Al día siguiente los japoneses recibieron la nota Hull —la cual interpretaron como un ultimátum, incluso como un insulto—, que daba rienda suelta a los oficiales más belicistas para comenzar la guerra. El 1 de diciembre se volvió a reunir la Conferencia Imperial en la que oficialmente se ratificaba la entrada en la guerra. Al día siguiente Yamamoto, a bordo del Nagato, radia la señal n.º 676: «Niitaka-yama nobore (¡Escalen el monte Niitaka!) 1208».

#### Papel en la guerra

##### Éxitos iniciales

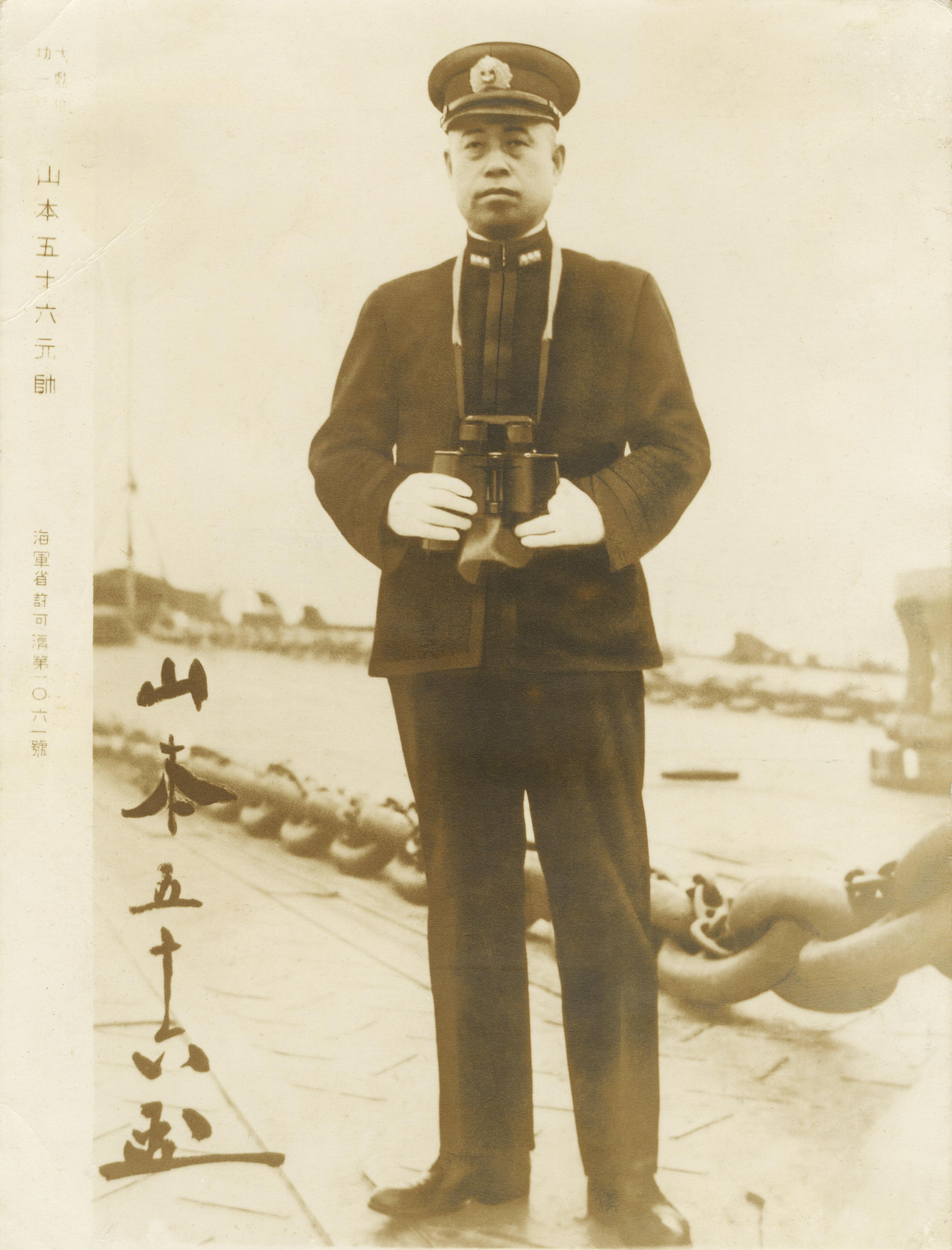
Yamamoto en cubierta, 1942

Tras el exitoso ataque a Pearl Harbor neutralizando gran parte de la Flota del Pacífico, Yamamoto se volcó en ejecutar la Primera Fase Operacional por los Estados Mayores de ambas ramas. La flota japonesa consiguió importantes victorias los primeros meses de guerra como la conquista de la isla Wake, el hundimiento del HMS Prince of Wales y del HMS Repulse, o la neutralización de la flota británica en el océano Índico —entre tanto el nuevo acorazado Yamato es asignado como nuevo buque insignia por Yamamoto el 12 de febrero, reemplazando así al Nagato—.

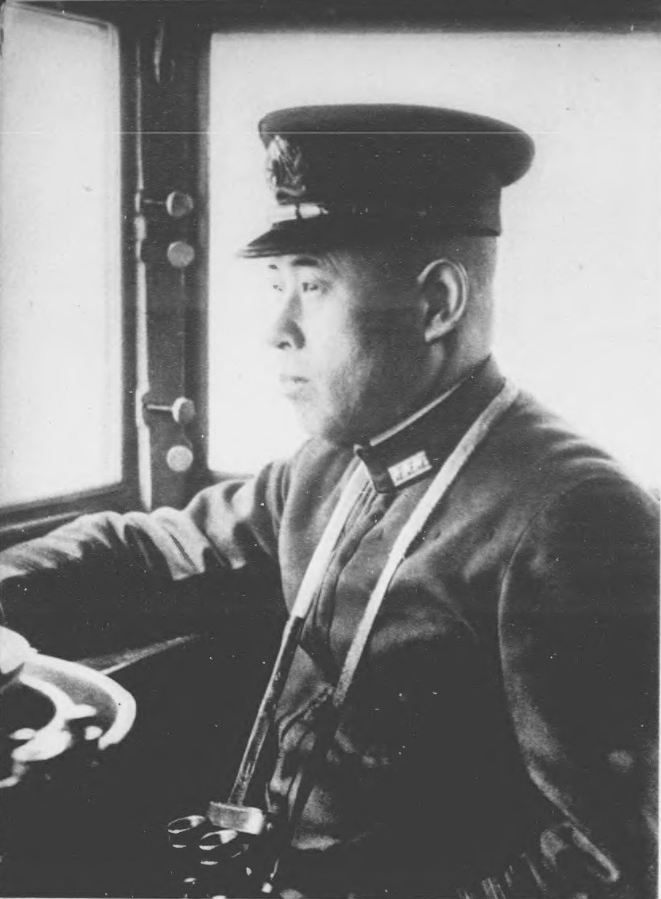
Yamamoto fotografiado para la revista Shashinshūho.

Con la conquista de las Indias Orientales Neerlandesas, rica región en petróleo y caucho, los japoneses podrían aumentar su perímetro defensivo/ofensivo. Después de haber alcanzado sus objetivos iniciales con sorprendente rapidez y pocas pérdidas, los japoneses se detuvieron para considerar sus próximos movimientos. Yamamoto y unos cuantos líderes y oficiales militares esperaban que Estados Unidos o Gran Bretaña negociaran un armisticio o un tratado de paz para poner fin a la guerra pero cuando los británicos, al igual que los estadounidenses, no expresaron ningún interés en negociar un alto el fuego con Japón, los pensamientos japoneses se volvieron más hostiles. Estos pensamientos incluían los planes para la conquista de la India y de Australia, inclusive la de Hawái. Tras ser desechados estos planes, Yamamoto abogó por un ataque decisivo para acabar con la flota estadounidense, a lo que se oponían los marinos más conservadores por ser demasiado arriesgado. Mientras se planeaba la siguiente ofensiva Tokio fue bombardeada en la conocida como incursión Doolittle el 18 de abril. Dicha operación fue llevada a cabo por los portaaviones estadounidenses todavía intactos, momento en que Yamamoto elaboró un plan para su eliminación. La operación también incluía la invasión de las islas Aleutianas en Alaska, y tendría como nombre en clave Operación MI. A la par de esta operación también se planificaba la Operación Mo que tendría como objetivo la invasión de Port Moresby para poder aislar a Australia y Nueva Zelanda de los estadounidenses.
La Operación Mo fue un revés para el Japón, pues no lograron por primera vez llevar a cabo su principal cometido. A pesar de conquistar Tulagi y Guadalcanal, la flota del vicealmirante Takeo Takagi no logró capitalizar la batalla del mar del Coral. Los japoneses perdieron al portaaviones ligero Shōhō pero lograron hundir al USS Lexington y dañar gravemente al USS Yorktown, al que incluso daban por hundido. El Zuikaku y el Shōkaku de la 5.ª División de Portaaviones también sufrieron bajas; el primero por pérdidas humanas y de aparatos y el segundo por averías.

##### Batalla de Midway
Un mes después de lo acontecido en el mar del Coral, entre el 4 y 7 de junio, se llevó a cabo la batalla de Midway. La compleja Operación MI tendría como objetivo principal la ocupación de las islas Midway para así poder atraer a los portaaviones estadounidenses a una «batalla decisiva» y ampliar su campo defensivo. A su vez, una flota menor tendría que distraer atacando las islas Aleutianas —la 5.ª Flota fue asignada para esta operación—. Mientras, la 1.ª Flota Aérea «Kidō Butai» al mando del vicealmirante Chūichi Nagumo, serviría como la vanguardia del grueso de la flota de Yamamoto. El grueso de Yamamoto comprendía de dos flotas: la 1.ª Flota al mando de él mismo a bordo del Yamato y la 2.ª Flota del vicealmirante Nobutake Kondō —la flota de Kondō sería la encargada de desembarcar las tropas para la invasión—. 

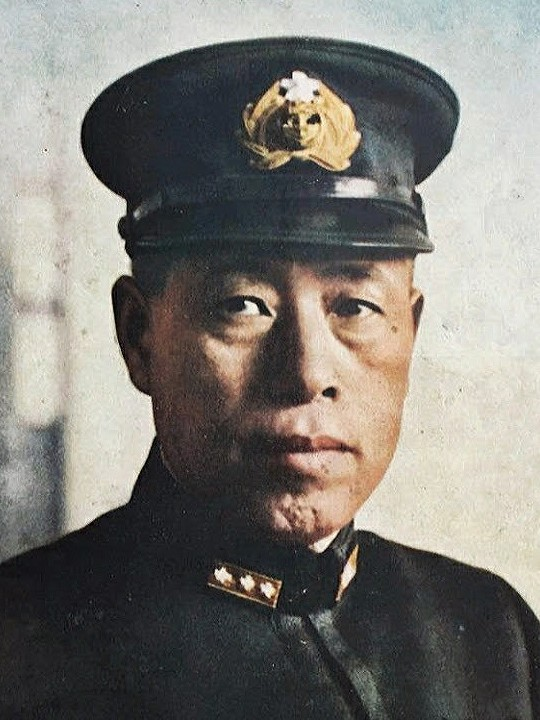
Yamamoto en 1942.

Nagumo, cuya flota la componían cuatro de los seis portaaviones que anteriormente atacaron Pearl Harbor —el Akagi (buque insignia de Nagumo) y el Kaga de la 1.ª División de Portaaviones a su mando, y el Hiryū y el Sōryū de la 2.ª División de Portaaviones al mando del contraalmirante Tamon Yamaguchi—, sería el encargado de destruir la flota de portaaviones enemiga. Anteriormente Yamamoto había ordenado el lanzamiento de aviones de reconocimiento sobre Pearl Harbor para saber si los portaaviones estadounidenses se encontraban allí, y la creación de una línea avanzada de submarinos para vigilar a estos por si aparecían; la primera de estas órdenes fue abortada y la segunda se retrasó a su llegada a la posición asignada. Para desconocimiento de Yamamoto los estadounidenses habían descifrado el código naval japonés, sabiendo de primera mano que el ataque contra las Aleutianas era una distracción del plan original. Esto, junto con las malas decisiones tomadas por Nagumo y/o mala suerte, sirvió a los estadounidenses para hundir tres de los cuatro portaaviones de Nagumo cuando estos se encontraban con las cubiertas llenas de aviones armados y llenos de combustible. Yamaguchi, a bordo del Hiryū (el último portaaviones), que había sugerido una rápida acción de batalla en cuanto al cambio de torpedos por bombas, se encontraba ahora con una desventaja de tres a uno. Finalmente Yamaguchi lanzó un ataque contra el USS Yorktown, al que daban por hundido en el mar del Coral, y posteriormente volvió a lanzar un nuevo ataque por error contra el mismo Yorktown —esto debido a la rapidez con que habían reparado los daños del primer ataque—. Vulnerable, el Hiryū fue finalmente hundido.
Con la fuerza de Nagumo destruida y aún con el grueso de la flota intacto, Yamamoto concentró a sus fuerzas para atraer a la flota enemiga y continuar la lucha. Finalmente esta orden fue desechada y Yamamoto ordenó la retirada de la flota. Esta derrota fue un duro golpe para el Japón, que perdió un gran número de sus bien formados e irremplazables pilotos navales y sirvió como un «punto de inflexión» para el resto de la guerra.

#### Campaña de Guadalcanal
Tras la grave derrota sufrida en Midway la estrella de Yamamoto declinó a ojos del Cuartel General Imperial —sin embargo, se le mantuvo en el puesto para mantener alta la moral—, a pesar de que la Flota Combinada de la Armada Imperial todavía seguía siendo poderosa. Continuando las operaciones se creó la Operación FS; la conquista de Fiyi y Samoa para cortar la línea de suministro con Australia. A la par se trabajaba en la construcción del Campo Henderson que sería un punto vital para futuras operaciones. Con el comienzo de la campaña de Guadalcanal y la consiguientes batallas, la Operación FS fue cancelada.
Durante la duración de la campaña Yamamoto creó diversos planes para desgastar a las fuerzas navales enemigas, consiguiendo algunas victorias e infligiendo pérdidas y daños considerables a la flota estadounidense en varias batallas navales alrededor de Guadalcanal: isla de Savo, cabo Esperanza y Tassafaronga. Los portaaviones restantes (nuevamente al mando de Nagumo) fueron utilizados en las batallas de las Salomón Orientales (24-25 de agosto) e islas Santa Cruz (25-27 de octubre), en las que lograron infligir daños a sus contrapartes estadounidenses como el USS Enterprise y el hundimiento del USS Hornet —ambos presentes en Midway— y el USS Wasp.
Para abastecer y reforzar a los tropas en Guadalcanal se creó el «Tokyo Express» ideado por Yamamoto. Dicho plan consistía en el uso de destructores, empleando su elevada velocidad para desplegarlos en el punto deseado y regresar a la base de origen en el transcurso de una noche, ideal para ocultarse de los aviones enemigos. Sin embargo, esto fue un alto coste de destructores para la Armada Imperial.
La campaña de Guadalcanal finalizó a principios de 1943, entre el 14 de enero y el 7 de febrero, cuando se llevó a cabo la Operación Ke. El plan consistía en la evacuación de las tropas restantes en Guadalcanal, donde finalmente 10 652 soldados fueron los evacuados de la isla los días 1, 4 y 7 de febrero. Yamamoto elogió a todas las unidades involucradas por el éxito. En los días posteriores Yamamoto transfiere su bandera al nuevo acorazado Musashi, que reemplaza así a su gemelo Yamato como buque insignia.

##### OperaciónI-gō

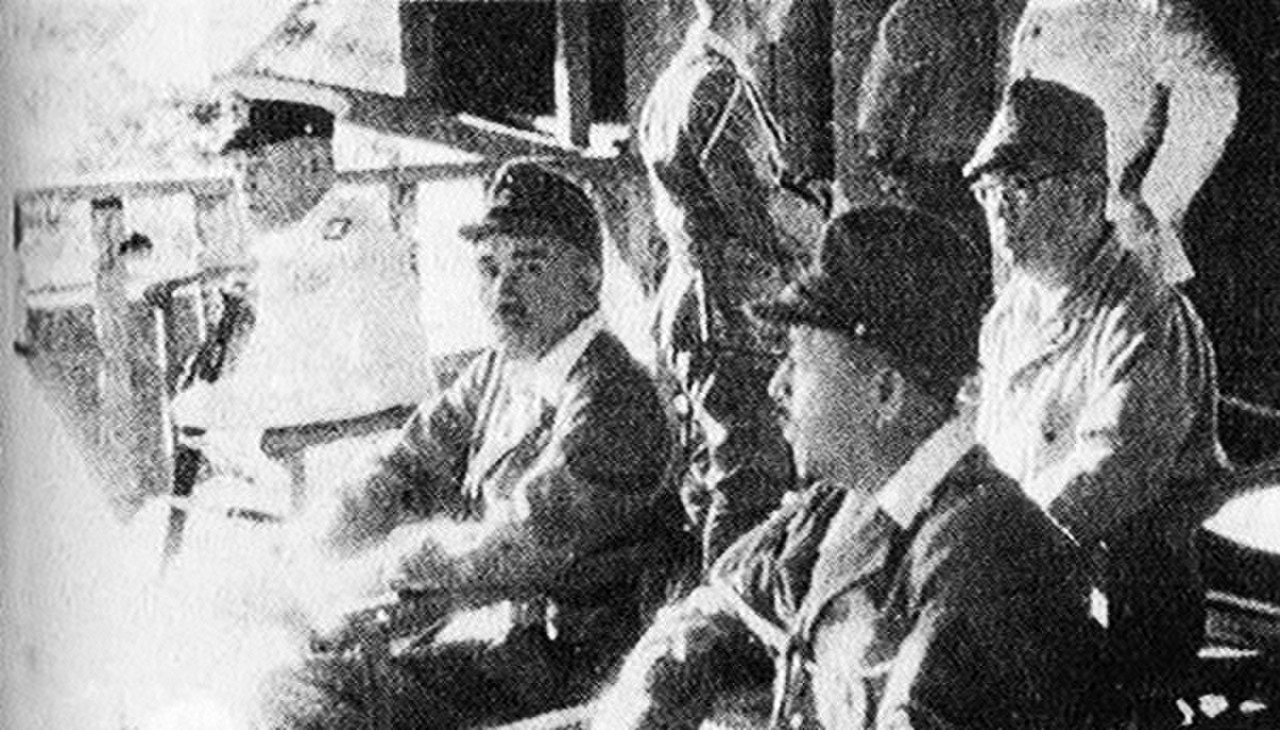
Yamamoto (de blanco) junto a Jin'ichi Kusaka (centro) en Rabaul, supervisando las operaciones aéreas.

Tras la dura derrota sufrida en Guadalcanal, el Cuartel General Imperial reconsideró su posición estratégica y el 15 de marzo emitió el "Acuerdo Central Ejército-Armada sobre las Operaciones del Área Sudeste". El objetivo ahora era el establecimiento de una "posición estratégica inexpugnable" y marcó el punto final de la Segunda Fase Operacional a favor de una estrategia defensiva. Las fuerzas aéreas de la Armada Imperial debían participar en "combates de supremacía aérea, interceptación de transportes y aviones enemigos, apoyo en tierra y cobertura de líneas de comunicación y suministros". La operación se oficializó el día 25 y se designó Guadalcanal y Papúa Nueva Guinea como áreas objetivo.
La fuerza que Yamamoto utilizó para la operación consistió en 86 cazas, 27 bombarderos en picado, 72 bombarderos medios y un puñado de torpederos de la 11.ª Flota Aérea del vicealmirante Jin'ichi Kusaka. Estos fueron complementados con 96 cazas, 65 bombarderos en picado y algunos aviones torpederos despojados de los portaaviones Zuikaku y Zuihō de la 1.ª División de Portaaviones, junto a los del Jun'yō y el Hiyō de la 2.ª División de Portaaviones —los primeros debían reforzar Rabaul y los segundos Balalae—. Los refuerzos llegaron el 1 de abril, día del comienzo de la operación; dos días después Yamamoto partió de Truk junto a su Estado Mayor rumbo a Rabaul para supervisar las operaciones.
Yamamoto cesó los ataques el 16 de abril, ordenando a los grupos aéreos prestados regresar a sus portaaviones. Las afirmaciones de éxito de los pilotos japoneses llevaron a Yamamoto a visitar las bases aéreas avanzadas para felicitar personalmente a las tripulaciones aéreas, para posteriormente volver al Musashi el día 19.

#### Muerte

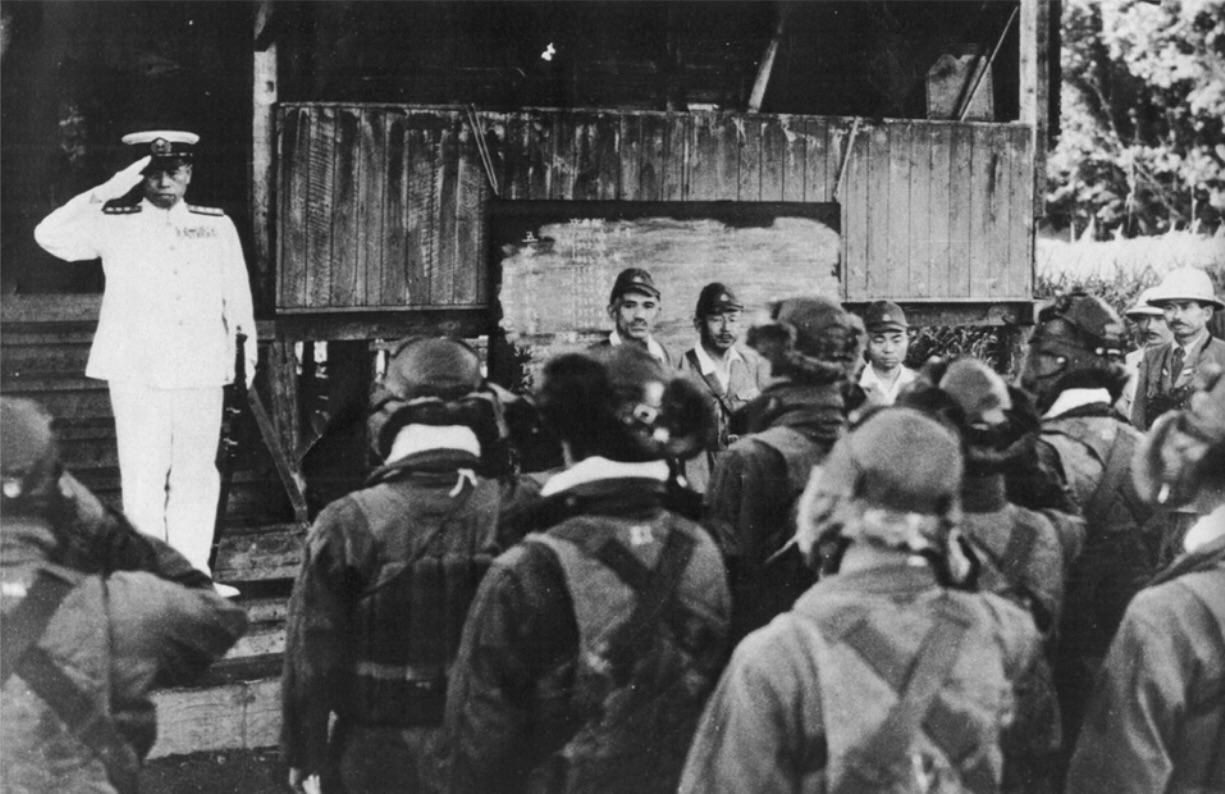
Última fotografía tomada a Yamamoto, 18 de abril de 1943.

Los servicios secretos de Estados Unidos interceptaron y decodificaron el mensaje en el que Yamamoto visitaría algunas bases, identificando día y hora de la visita. Se sabía que Yamamoto era un hombre muy disciplinado en términos horarios y que se les presentaba una ocasión única de eliminar a tan formidable opositor. Fue entonces cuando se elaboró una apresurada operación para dar muerte a Yamamoto. Algunos lo consideraban un asesinato. Sin embargo, después de deliberar los mandos navales, fue aprobado el plan por el mismo presidente Franklin D. Roosevelt, dado que su muerte supuestamente acortaría el conflicto, privaría a Japón de su oficial naval más estimado, y al ejecutarse el plan en una zona de combate no se violaba tratados internacionales. Se llevó a cabo un ataque de larga distancia con dieciséis cazas P-38 Lightning, de los cuales cuatro serían los ejecutores. Yamamoto al momento de abordar el avión vestía un uniforme caqui del ejército y no su tradicional uniforme blanco de marino e iba sentado inmediatamente tras el piloto.[cita requerida]
Yamamoto iba a visitar tres bases en las islas Salomón el 18 de abril. Partió de Rabaul a las 06:00 y tendría que llegar sobre las 08:00 a Balalae. A las 08:35 horas, el avión del almirante, un transporte Mitsubishi G4M «Betty», escoltado por seis cazas Mitsubishi A6M «Zero» y junto a otro transporte Betty en el que se encontraba su jefe de Estado Mayor, el vicealmirante Matome Ugaki, fueron interceptados y derribados por los P-38 sobre Bouganville. El Betty de Yamamoto se estrelló en la selva mientras que el de Ugaki lo hizo sobre el mar. Su cuerpo fue encontrado por una patrulla japonesa al día siguiente. Estaba bajo un árbol sentado en su asiento que fue arrancado por el impacto del fuselaje, empuñando su kai-guntō ceremonial —el cual le regaló su hermano Kihachi años atrás—. La autopsia determinó que Yamamoto recibió dos impactos de bala de 12,7 mm; uno en el hombro izquierdo y otro que atravesó su cabeza desde el lado inferior izquierdo saliendo por encima del ojo derecho. Sus restos fueron transportados a la cercana aldea de Buin y después de la autopsia, fue cremado vistiendo su uniforme tres días después de su muerte. Las cenizas fueron transportadas por aire hasta Truk y de ahí llevadas a bordo del acorazado Musashi hasta Japón, donde se le rindió un funeral de Estado en el Santuario Yasukuni en Tokio, el 5 de junio —su muerte no fue anunciada hasta el 21 de mayo—.
Como homenaje póstumo fue ascendido al rango honorífico de almirante de flota y fue galardonado con el Gran Cordón de la Orden del Crisantemo de 1.ª clase.

## Vida personal
En su tiempo libre le gustaba jugar al go, al shōgi, al póker y al bridge, y solía practicar caligrafía y escribir poesía. Su afición a apostar le llevó a decir que cuando se jubilara le gustaría irse a vivir a Montecarlo para jugar a la ruleta en su famoso casino. «Un hombre no es un hombre si no apuesta», parece que dijo una vez. Por otro lado, se preocupaba mucho por los hombres que tenía a su mando y anotaba en una agenda de cuero negro que llevaba consigo el nombre de todos sus subordinados que habían muerto y aprovechaba cualquier ocasión para visitar a sus familias y rezar en el altar de los antepasados.
A pesar de estar casado y tener cuatro hijos le gustaba estar en compañía de su geisha favorita, Kawai Chiyoko. Su esposa reveló en 1953 que estaba más cerca de Kawai que de ella, lo que provocó cierta controversia.

## Reconocimiento
En su ciudad natal Nagaoka se encuentra el Museo Memorial Isoroku Yamamoto (山本五十六記念館?), no muy lejos de la casa donde nació. En él se muestra la vida, personalidad, ascenso y efectos personales de Yamamoto, así como el ala izquierda del Mitsubishi G4M «Betty» donde falleció.

### Legado
Yamamoto está considerado el padre de la aviación naval y el concepto del uso del portaaviones como buque capital.

## Galardones
| Nacionales - Gran Cordón de la Orden del Crisantemo (póstumo) - Gran Cordón de la Orden de las Flores de Paulownia - Gran Cordón de la Orden del Sol Naciente - Gran Cordón de la Orden del Tesoro Sagrado - Gran Cordón de la Orden del Milano Dorado - Orden del Milano Dorado - Orden del Mérito de la Cruz Roja - Medalla de la Entronización de la Dinastía Taishō - Medalla de la Entronización de la Dinastía Shōwa - Medalla a la Promulgación de la Constitución Imperial - Medalla de la Guerra ruso-japonesa - Medalla de la Primera Guerra Mundial - Medalla a la Victoria Aliada en la Primera Guerra Mundial - Medalla Conmemorativa de la Anexión de Corea - Medalla Conmemorativa al 2600 Aniversario Nacional - Medalla de la segunda guerra sino-japonesa - Medalla de la Gran Guerra en Asia | Extranjeros - Orden de la Nube Propicia - Medalla al Mérito de la Fundación Nacional - Gran Cruz de la Orden de la Corona de Italia - Caballero de la Gran Cruz de la Orden Militar de Italia (póstumo) - Cruz de Caballero de la Cruz de Hierro (póstumo) - Orden del Águila Alemana |

## Cultura popular
El personaje de Yamamoto ha aparecido en varias producciones cinematográficas:
| Año  | Película                                                          | Actor            |
| ---- | ----------------------------------------------------------------- | ---------------- |
| 1953 | Taiheiyō no washi (Eagle of the Pacific)                          | Denjirō Ōkōchi   |
| 1960 | Los tigres del mar (The Gallant Hours)                            | James T. Goto    |
| 1968 | Almirante Yamamoto (Rengō Kantai Shirei Chōkan: Yamamoto Isoroku) | Toshirō Mifune   |
| 1969 | Aa, kaigun (Gateway to Glory)                                     | Shōgo Shimada    |
| 1970 | Tora! Tora! Tora!                                                 | Sō Yamamura      |
| 1970 | Gekido no showashi 'Gunbatsu'                                     | Toshirō Mifune   |
| 1976 | La batalla de Midway (Midway)                                     | Toshirō Mifune   |
| 1981 | Rengō Kantai (The Imperial Navy)                                  | Keiju Kobayashi  |
| 2001 | Pearl Harbor                                                      | Mako Iwamatsu    |
| 2011 | Rengō Kantai Shirei Chōkan: Yamamoto Isoroku                      | Kōji Yakusho     |
| 2019 | The Great War of Archimedes                                       | Hiroshi Tachi    |
| 2019 | Midway                                                            | Etsushi Toyokawa |